# Leïla Aslaoui
Leïla Aslaoui Hemmadi, née le 2 septembre 1945 à Alger, est une magistrate, femme politique et écrivaine algérienne.

## Carrière
Après une carrière dans la magistrature, Leïla Aslaoui est nommée ministre de la Jeunesse et des Sports le 18 juin 1991 au sein du gouvernement Ghozali I, en fonction jusqu'au 22 février 1992. 
Le 16 avril 1994, elle est nommée secrétaire d'État auprès du chef du gouvernement, chargé de la solidarité nationale et de la famille au sein du gouvernement Sifi I ; elle démissionne en septembre 1994 pour protester contre les pourparlers entre le pouvoir algérien et le Front islamique du salut. Son mari est assassiné dans son cabinet de chirurgie dentaire par des islamistes le 17 octobre 1994.
Elle est présidente d'honneur et fondatrice de l'Association des victimes du terrorisme.
Elle écrit le livre Coupables en 2006 et le roman Sans Voiles, sans remords en 2012 qui se voit décerner le prix de l'Association des écrivains de langue française en mars 2013.
Elle est nommée membre de la Cour constitutionnelle algérienne en novembre 2021.
Le 08 Juillet 2025 elle est nommée présidente de la Cour constitutionnelle algérienne par le président Abdelmadjid Tebboune